# Falling for challenge
Falling for challenge (tựa tiếng Việt thường được gọi là Phải lòng Dojeon, tiếng Hàn: 도전에 반하다) là một bộ phim trực tuyến được tạo ra bởi công ty Samsung. Phim có sự tham gia của nữ diễn viên Hàn Quốc Kim So-eun và EXO Xiumin.

## Nội dung
Câu truyện kể về Na Do Jeon (Xiumin) một người nhút nhát nhưng ước mơ trở thành một nghệ sĩ hề và Ban Ha Na (Kim So Eun) - đội trưởng câu lạc bộ tình nguyện ′One Plus’, họ cùng sát cánh bên nhau đối đầu với những thử thách cũng như theo đuổi ước mơ của mình.

## Diễn viên
- Kim So-Eun vai Ban Ha Na
- Xiumin vai Na Do Jeon
- Jang Hui-Ryoung vai Gi Yeo-Woon
- Jang Yoo-Sang vai Nam Gong-Dae